# Heliotropium tubulosum
Heliotropium tubulosum är en strävbladig växtart som beskrevs av Ernst Meyer och Dc. Heliotropium tubulosum ingår i Heliotropsläktet som ingår i familjen strävbladiga växter. Inga underarter finns listade i Catalogue of Life.